# Selina Hossain
Selina Hossain (en bengalí: সেলিনা হোসেনés) és una escriptora i novel·lista, una de les més reconegudes de Bangladesh, on va nàixer el 14 de juny del 1947.

## Obra

### Novel·les
- Jalochchwas (1972)
- Hangor Nodi Grenade (1976)
- Magna Caitanye Shis (1979)
- Japita Jiban (1981)
- Podoshobdo (1982)
- Neel Moyurer Joubon (1983)
- Chand Bene (1984)
- Poka Makorer Ghor Bosoti (1986)
- Nirantar Ghantadhwani (1987)
- Ksharan (1988)
- Katatare Prajapati (1989)
- Khun O Bhalobasa (1990)
- Kalketu and Fullora (1992)
- Bhalobasa Pritilata (1992)
- Tanaparen (1994)
- Gaayatree Sondhya (1996)
- Dipanwita (1997)
- Juddha (1998)
- Lara (2000)
- Kathkoilar Chhobi (2001)
- Mohinir Biye (2002)
- Anobic Andhar (2003)
- Ghumkature Ishwar (2004)
- Morger Neelpakhi (2005)
- Opekkha (2007)
- Deener Roshite Gitthu (2007)
- Mati-O-Shosshyer Bunon (2007)
- Purno Chobir Mognota (2008)
- Vumi-O-Kushum (2010)
- Jomuna Nodir Mushayra (2011)
- Gachtir Chaya Nai (2012)
- Sonali Dumur (2012)
- Auguster Ekrat (2013)
- Garila-O-Birongana (2014)
- Dinkaler Kathkhor (2015)
- Kaktarua(1999)

### Contes
- Utso Theke Nirontor (1969)
- Jolobotee Megher Batash (1975)
- Khol Korotal (1982)
- Porojonmo (1986)
- Manushti (1993)
- Motijaner Meyera (1995)
- Onura Purnima (2008)
- Sokhinar Chondrakola (2008)
- Ekaler Pantaburi (2008)
- Obelar Dinkhon (2009)
- Narir Rupkotha (2009)
- Nunpantar Goragori (2014)
- Mrityur Nilpadma (2015)

## Premis
- Dr. Muhammad Enamul Huq Gold Medal (1969)
- Bangla Academy Award (1980)
- Alaol Literary Award (1981)
- Kamar Mushtari Memorial Prize (1987)
- Philips Literary Prize (1994)
- Alakta Literary Award (1994)
- D.Litt from Rabindra Bharati University, Kolkata (2010)
- Rabindra Smriti Puraskar by IIPM. New Delhi (2010)
- Ekushey Padak (2009)
- Surma Choudhury Memorial Award by IIPM New Delhi (2011)